# Banana's Boulevard
Pour plus de détails, voir Fiche technique et Distribution.
Banana's Boulevard est un film français réalisé par Richard Balducci et sorti en 1986.

## Fiche technique
- Titre : Banana's Boulevard
- Autre titre : Les Dragueurs en folie
- Réalisation : Richard Balducci
- Scénario : Richard Balducci, Pierre Aknine et Michel Olivier ( Fesselet )
- Photographie : Claude Becognée
- Son : Jean-Claude Reboul
- Costumes : Anne Van Malderen
- Musique : Jean-Louis Bergerin, Patrick Bergerin, Albert Kassabi, Philippe Masse et Richard Sanderson
- Montage : Michel Lewin
- Scripte : Elsa Chabrol
- Société de production : TVC Productions
- Distribution : TVC Productions
- Pays d'origine :  France
- Durée : 92 minutes
- Date de sortie : 22 janvier 1986

## Distribution
- Gérard Hernandez : Barquette
- Évelyne Dassas : Fabiola Del Gato
- Philippe Castelli : l'employé de l'ANPE
- Albert Kassabi : Bébert
- Michel Papain : Michel
- Dominique Lupo : Dominique
- Philippe Masse : Philippe
- Patrick Papain : Patrick
- Jean-Louis Bergerin : le curé
- Popeck : le père Goldenberg
- Dominique Zardi : le colonel
- Jacques Collard